# 石川県看護協会
公益社団法人石川県看護協会（こうえきしゃだんほうじんいしかわけんかんごきょうかい、英称：ISHIKAWAKEN Nurses Association）は、石川県知事所管の石川県の保健師、助産師、看護師、准看護師を会員とする公益社団法人。法人番号は「7220005007367」。

## 沿革
- 1943年（昭和18年） - 前身の石川県保健婦会を設立。
- 1946年（昭和21年） - 3職能団体（日本産婆会、日本看護婦協会、日本保健婦協会）を統合した全国組織団体「日本助産婦看護婦保健婦協会」が設立され、助産婦部会石川県支部と保健婦部会市河県支部を創設。
- 1948年（昭和23年） - 看護婦部会石川県支部を創設。
- 1967年（昭和42年） - 社団法人石川県看護協会へ改組。
- 1990年（平成02年）12月 - 『看護の日』（看護週間）制定、翌年より「国際看護師の日」でもある5月12日が啓もう日となる。
- 2012年（平成24年）- 公益社団法人石川県看護協会へ移行。

## 本部所在地
〒920-0931 石川県金沢市兼六元町3番69号